# Jeb Bush

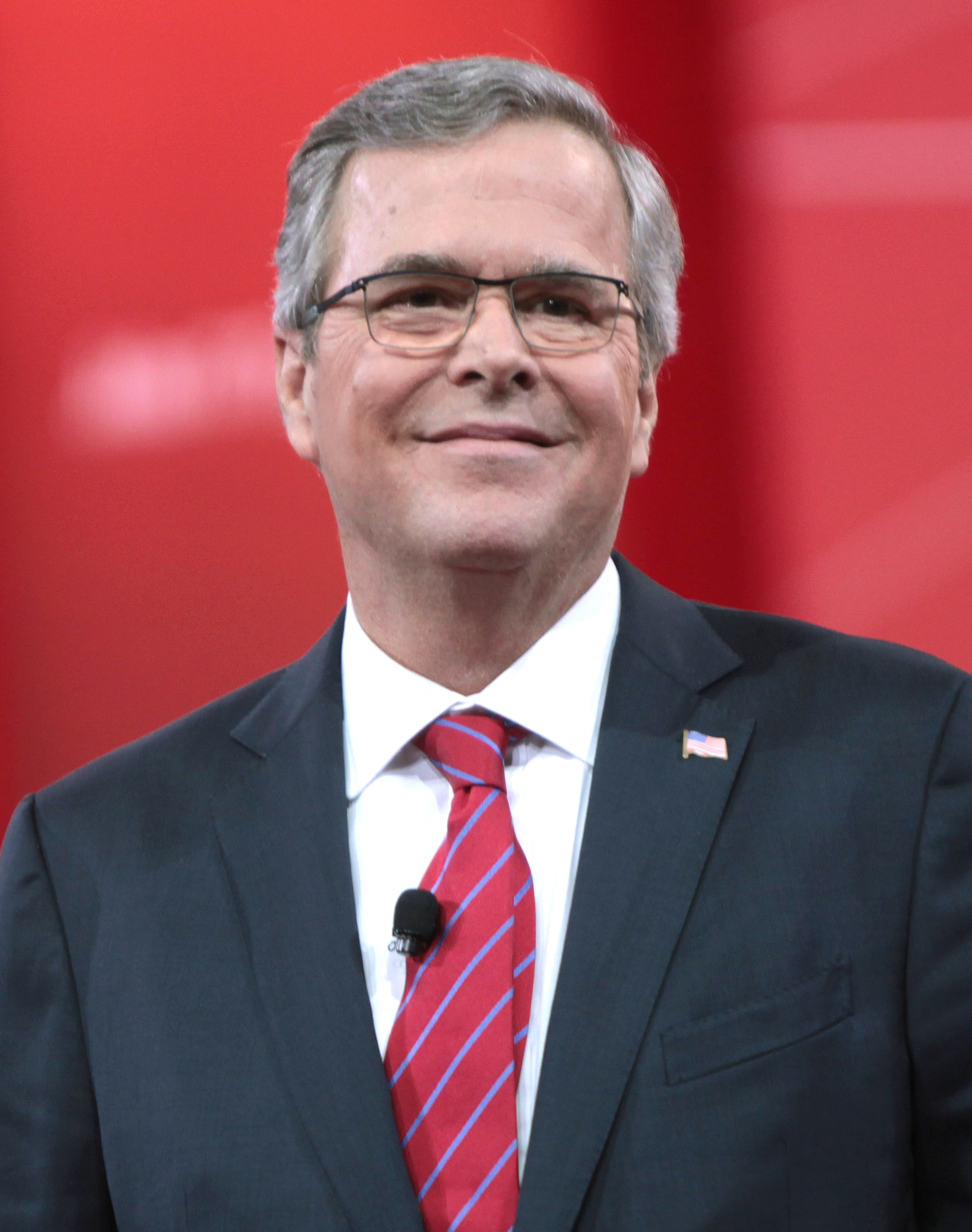
Jeb Bush (2015)

John Ellis „Jeb“ Bush (* 11. Februar 1953 in Midland, Texas) ist ein US-amerikanischer Politiker der Republikanischen Partei. Er war von 1999 bis 2007 der 43. Gouverneur des Bundesstaates Florida und erster Republikaner mit zwei Amtszeiten in diesem Amt. Bush ist ein Sohn des ehemaligen US-Präsidenten George H. W. Bush und Bruder des ehemaligen Präsidenten George W. Bush. Im Juni 2015 erklärte er seine Absicht, bei der Präsidentschaftswahl 2016 für seine Partei anzutreten. Nach enttäuschenden Ergebnissen in mehreren Vorwahlen beendete er seine Kampagne am 20. Februar 2016.
Sein Spitzname „Jeb“ leitet sich von seinen Initialen ab.

## Frühe Jahre

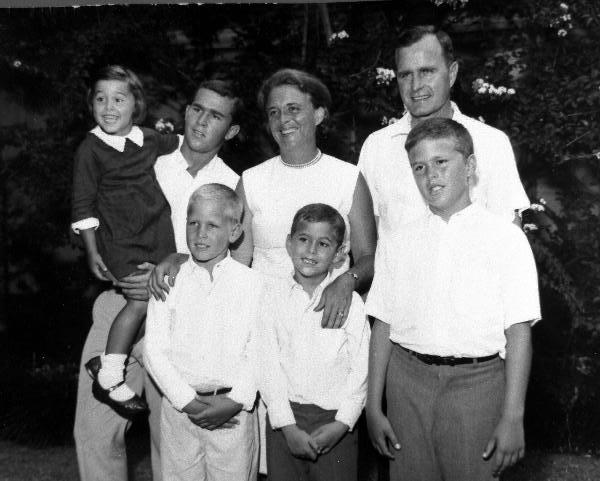
Jeb Bush (vorne rechts, Mitte der 1960er Jahre) vor seinem Vater stehend

Seinen Highschool-Abschluss machte er nach einem Schüleraustausch in Mexiko 1971 an der Phillips Academy in Andover. 1973 schloss er an der University of Texas at Austin als Mitglied von Phi Beta Kappa sein Studium in Latin American Studies mit dem Bachelor of Arts ab. 1974 heiratete er die Mexikanerin Columba Garnica Gallo (* 17. August 1953), die er zur Zeit seines Schüleraustausches in Mexiko kennengelernt hatte; sie haben zwei Söhne und eine Tochter, George P. Bush (* 24. April 1976 in Texas), Noelle Lucila Bush (* 26. Mai 1977 in Texas) und John Ellis Bush, Jr. (* 13. Dezember 1983 in Miami)
Auf Vermittlung des langjährigen Familienfreundes James Baker erhielt der junge Jeb eine Anstellung bei der Texas Commerce Bank. Im November 1977 ging er für zwei Jahre nach Venezuela, um dort in einer neuen Filiale der Bank zu arbeiten. Im Jahr 1980 unterstützte Jeb Bush seinen Vater bei dessen Wahlkampf um die US-Präsidentschaft. Danach zog er nach Florida und stieg in das Immobiliengeschäft ein.
Jeb Bush spricht neben seiner Muttersprache Englisch auch fließend Spanisch.

## Politischer Werdegang in Florida

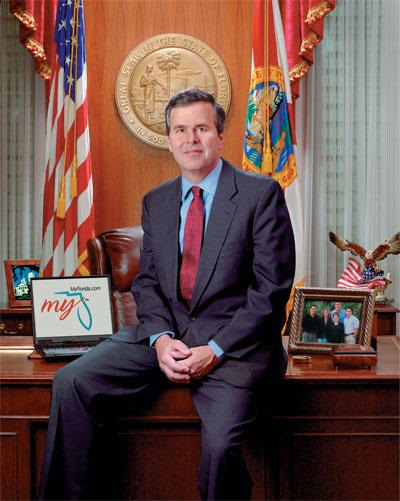
Jeb Bush (offizielles Porträtfoto als Gouverneur, 2006)

Von 1987 bis 1988 war Bush unter dem republikanischen Gouverneur Bob Martinez Wirtschaftsminister Floridas. Im Jahr 1994 bewarb er sich erstmals um das Gouverneursamt und wurde von den Republikanern nominiert. Bei der eigentlichen Wahl unterlag er mit 49,2 % zu 50,7 % der Stimmen dem demokratischen Amtsinhaber Lawton Chiles. Im November 1998 wurde er schließlich zum 43. Gouverneur Floridas gewählt. Dabei setzte er sich mit 55,2 % der Stimmen gegen den amtierenden Vizegouverneur Buddy MacKay durch. Sein neues Amt als Regierungschef trat Bush im Januar 1999 an. 2002 wurde er mit 56,0 % als Gouverneur problemlos wiedergewählt. Für eine dritte Amtszeit konnte er 2006 aus verfassungsrechtlichen Gründen nicht mehr kandidieren, womit seine Amtszeit im Januar 2007 auslief. Als Gouverneur setzte er sich für eine Schulreform und für Umweltschutzprogramme vor allem für die Everglades ein. Durch Steuererleichterungen sollte die Wirtschaft des Staates angekurbelt werden. Als konservativer Politiker war Bush gegen Schwulen- und Lesbenehen und für die Todesstrafe. Aber nachdem der zum Tode verurteilte Angel Nieves Diaz durch eine falsch gesetzte Todesspritze 34 Minuten mit dem Tode gerungen hatte, setzte Bush alle Hinrichtungen aus. Florida hatte bereits im Jahr 2000 Hinrichtungen auf dem elektrischen Stuhl gestoppt, nachdem zwei Todeskandidaten bei der Hinrichtung Feuer gefangen hatten.

## Weiterer Lebenslauf
1995 gründete Bush die Foundation for Florida’s Future, der er bis heute als Präsident vorsteht. Sie kämpft für die Verbesserung der Bildungsmöglichkeiten in Florida.
Er konvertierte Anfang des neuen Jahrtausends zum römisch-katholischen Glauben seiner Frau und ist Mitglied der Kolumbusritter, einer christlichen Laienorganisation.
Bush ist auch Mitglied des Project for the New American Century (Projekt für das neue amerikanische Jahrhundert), einer neokonservativen Denkfabrik, welche sehr großen Einfluss auf die US-Außenpolitik (vor allem unter der Bush-Regierung) hatte.
Im Dezember 2007 wurden die Verflechtungen von Jeb Bush mit der Subprime-Krise und Bank der Lehman Brothers bekannt.
Seit Dezember 2008 sitzt er im Vorstand von Rayonier Inc., einem weltweit agierenden Holzunternehmen und Immobiliengeschäft.
Im Januar 2009 verzichtete er auf die Wahl zum US-Senator von Florida als Nachfolger des Republikaners Mel Martínez im Jahre 2010. Dafür unterstützte er die Kandidatur des Republikaners Marco Rubio, der gegen den Ex-Republikaner und Bush-Nachfolger als Gouverneur von Florida Charlie Crist und den Demokraten Kendrick Meek angetreten war.

## Präsidentschaftskandidatur 2016

Tourmotto Jeb Can Fix It

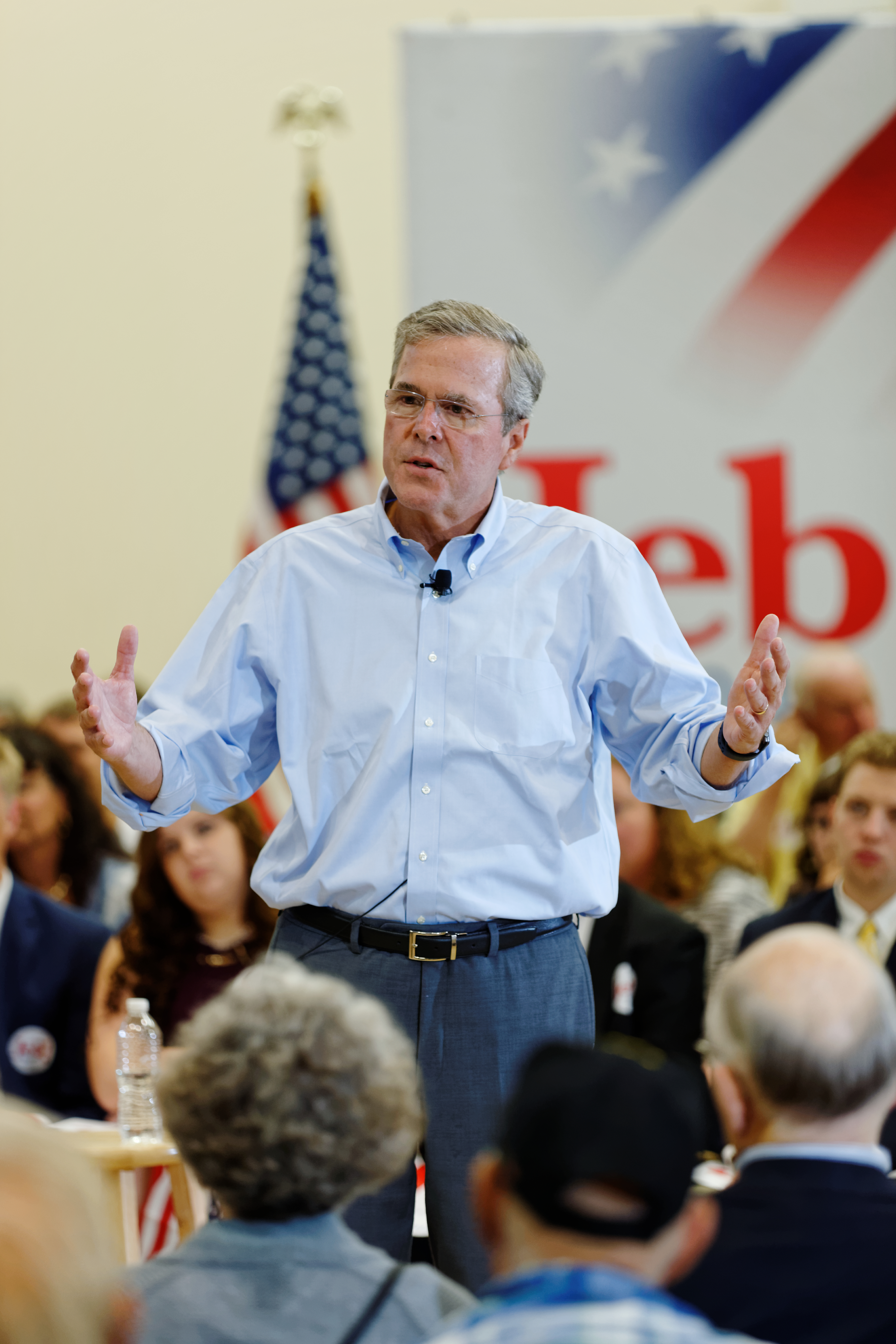
Bush bei einem Wahlkampfauftritt im August 2015

Seit einem im Mai 2006 in der Zeitung USA Today erschienenen Interview mit seinem Bruder George W. Bush mit der Aussage „Jeb wäre ein guter Präsident, irgendwann“ und den diesbezüglichen Äußerungen seines Vaters wird er als möglicher Präsidentschaftskandidat gehandelt, für die Wahl 2008 schloss er eine Kandidatur aus. Für die Wahl 2012 wurde er als Kandidat gehandelt, doch im März 2012 gab er seine Unterstützung für Mitt Romney bekannt. Im Dezember 2014 verkündete er sein Interesse an einer Kandidatur bei der Präsidentschaftswahl in den Vereinigten Staaten 2016. Am 15. Juni 2015 gab Bush offiziell seine Kandidatur bekannt.
Danach sanken seine Umfragewerte; Donald Trump, Ted Cruz und Marco Rubio dominierten bis April 2016 den Wahlkampf um den Platz des republikanischen Präsidentschaftskandidaten. Trump wurde Präsidentschaftskandidat, gewann die Präsidentschaftswahl am 8. November 2016 und wurde am 20. Januar 2017 der 45. US-Präsident. Bush, Lindsey Graham, Mitt Romney und andere kündigten im Mai 2016 an, Trumps Wahlkampf nicht zu unterstützen.
Für sein Scheitern bei den Vorwahlen wurden einige Gründe genannt: die Amerikaner hätten kein Vertrauen mehr in das Establishment. Im Jahre 1981 wurde sein Vater US-Vizepräsident unter Ronald Reagan, später selbst Präsident. Sein Bruder war acht Jahre US-Präsident. Es wurde spekuliert, viele Amerikaner wollten keinen „dritten Bush in über 30 Jahren“ haben. Bush war in Fernsehdiskussionen auf erwartbare Fragen nicht vorbereitet, z. B. wie er den Irakkrieg seines Bruders sehe.
Bush wurde vorgeworfen, er sei den Anforderungen des digitalen Zeitalters mit YouTube, Facebook, Twitter & Co. nicht gewachsen. So leitete die Seite Jebbush.com weiter auf Seiten, die ein Fan von Donald Trump aussuchte. Schließlich habe sich Bush während der Kampagne nur mit Personen umgeben, die keine Kritik zu ihm vordringen ließen. 
Angesichts der schlechten Ergebnisse in Iowa (6. Platz der republikanischen Bewerber) und South Carolina (4. Platz) beendete er am 20. Februar 2016 seine Kampagne.

## Politische Positionen
Bush gilt als moderater Republikaner; die rechtskonservative Tea-Party-Bewegung lehnt er ab. Anfang Februar 2001 ordnete er als Gouverneur von Florida die Entfernung der Flagge der Konföderierten Staaten von Amerika vom Gelände des Florida State Capitol an. Während der Debatte um die  Konföderiertenflagge gab Bush im Juni 2015 an, dass er diese als rassistisches Symbol betrachtet. Er vertritt die Ansicht, dass jeder einzelne US-Bundesstaat jeweils über die Legalisierung von Marihuana entscheiden solle.

### Wirtschafts- und Gesundheitspolitik
Bush plante Steuererleichterungen für US-Bürger aller Schichten und sprach sich allgemein für staatliche Deregulierung aus. Der Patient Protection and Affordable Care Act solle durch eine aus seiner Sicht bessere Alternative ersetzt werden.

### Einwanderungspolitik
Bush setzte sich dafür ein, dass illegale Einwanderer die Möglichkeit zur Legalisierung haben, plädierte aber gegen deren Einbürgerung.

### Waffenbesitz
Bush befürwortete das Recht auf Waffenbesitz und die Vergabe von Lizenzen zum verdeckten Führen von Waffen.
2005 unterzeichnete er als Gouverneur von Florida das sogenannte Stand-your-ground law.
Nach dem Anschlag in Charleston im Juni 2015 lehnte er Rufe nach einer strikteren Waffengesetzgebung ab; eine strengere Gesetzgebung könne solche Gewalttaten nicht verhindern.

### Klimawandel
Bush erkannte den Klimawandel an und sprach sich für eine Reduzierung der weltweiten Kohlendioxid-Emissionen aus, räumte dem Schutz der heimischen Industrie aber insgesamt höhere Priorität ein. In der Vergangenheit äußerte er sich zweideutig über das Ausmaß des menschlichen Einflusses auf den Klimawandel.

Er sprach sich im März 2008 für Kernenergie aus.

### Außenpolitik
Bush lehnte im August 2015 den Atomvertrag mit dem Iran ab und kündigte an, diesen als Präsident aufzukündigen. In Bezug auf den Ukraine-Konflikt kritisierte er die Rolle Russlands und forderte ein härteres Vorgehen. Gleichzeitig betonte er, dass die Beziehungen zu Russland nicht dauerhaft beschädigt werden sollen. Um die Handelsbeziehungen zwischen den Wirtschaftsräumen der EU und der Vereinigten Staaten zu intensivieren, will er den Verhandlungsprozess um das Transatlantische Freihandelsabkommen (TTIP) voranbringen.